# Comminució
La comminució és la reducció de materials sòlids d'una mida de partícula mitjana a una mida de partícula inferior mitjançant processos com l'esclafament, la fractura, el tall o la vibració, entre d'altres. En geologia, ocorre de manera natural en una falla a la part superior de l'escorça terrestre. En la indústria, és un important procés unitari en mineralúrgia, ceràmica, electrònica i altres camps, i es du a terme amb molts tipus de molí. En odontologia és el resultat de la masticació de menjar. En medicina en general, és una de les formes més traumàtiques de fractura òssia.
En usos industrials, l'objectiu de la comminució és reduir la mida i incrementar la superfície de sòlids. També s'utilitza per alliberar materials útils de materials matricials en els quals estan inserits, i per a concentrar minerals.